# Arthothelium diffluens
Arthothelium diffluens är en lavart som först beskrevs av William Nylander och fick sitt nu gällande namn av Imshaug & Fryday. 
Arthothelium diffluens ingår i släktet Arthothelium och familjen Arthoniaceae. Inga underarter finns listade i Catalogue of Life.